# Vyšnevolockij rajon
Il Vyšnevolockij rajon (in russo Вышневолоцкий район?) è un rajon dell'Oblast' di Tver', nella Russia europea; il capoluogo è Vyšnij Voločëk. Ricopre una superficie di 3.389 chilometri quadrati ed ospitava nel 2010 una popolazione circa 25.000 abitanti.